# Circondario di Vallo della Lucania
Il circondario di Vallo della Lucania fu uno dei circondari storici italiani. Aveva una superficie di 1401 km² e comprendeva 53 comuni raggruppati in 10 mandamenti. Secondo il censimento del 31 dicembre 1896 aveva una popolazione di 107 658 abitanti.

## Istituzione e soppressione
Fu costituito insieme alla provincia di Salerno, di cui era parte, dopo l'annessione del Regno delle Due Sicilie al Regno d'Italia nel 1861. I circondari erano stati istituiti come ente amministrativo subordinato alle province con la Legge Rattazzi (Regio Decreto n. 3702 del 23.10.1859).
Il circondario di Vallo della Lucania venne soppresso nel 1926 e il territorio assegnato al circondario di Salerno.

## Suddivisione in mandamenti
Il territorio era suddiviso nei seguenti mandamenti:
- Mandamento di Vallo della Lucania
Vallo della Lucania, Cannalonga, Castelnuovo Cilento, Ceraso, Moio della Civitella, Novi Velia
- Mandamento di Camerota
Camerota, Licusati, San Giovanni a Piro
- Mandamento di Castellabate
Castellabate, Ortodonico, Perdifumo, Serramezzana
- Mandamento di Gioi Cilento
Gioi Cilento, Magliano Vetere, Monteforte Cilento, Orria, Perito, Salento, Stio
- Mandamento di Laurino
Laurino, Campora, Piaggine Soprane, Sacco, Valle dell'Angelo
- Mandamento di Laurito
Laurito, Alfano, Cuccaro Vetere, Futani, Montano Antilia, Rofrano
- Mandamento di Pisciotta
Pisciotta, Ascea, Centola, San Mauro La Bruca
- Mandamento di Pollica
Pollica, Casalvelino, Omignano, San Mauro Cilento, Sessa Cilento, Stella Cilento
- Mandamento di Torchiara
Torchiara, Agropoli, Cicerale, Laureana Cilento, Lustra, Ogliastro Cilento, Prignano Cilento, Rutino
- Mandamento di Torre Orsaia
Torre Orsaia, Castel Ruggero, Celle di Bulgheria, Roccagloriosa